# Richard Petty
Richard Petty (Level Cross, Carolina del Norte, Estados Unidos, 2 de julio de 1937) es un expiloto de automovilismo de velocidad estadounidense especializado en stock cars.
Apodado "The King", Petty es el piloto más laureado de la historia de la NASCAR. Posee el récord de más títulos de la Copa NASCAR (siete, empatado con Dale Earnhardt y Jimmie Johnson), mayor cantidad de carreras comenzadas (1184), victorias (200) y pole positions (123). En 2010 fue introducido en la clase inaugural del Salón de la Fama de NASCAR.

## Biografía
Richard Petty nació en Level Cross, Carolina del Norte el 2 de julio de 1937. Su padre, Lee Petty había sido un exitoso piloto en las primeras décadas de la NASCAR. 
Su hijo Kyle Petty, y su nieto Adam Petty, también fueron pilotos de la NASCAR. Adam falleció en el New Hampshire International Speedway durante unos entrenamientos, en el año 2000, cuando sólo tenía 19 años.

## Trayectoria
Disputó la inmensa mayoría de sus carreras con el equipo Petty Enterprises de la familia, usando el número 43 y una carrocería pintada de azul claro con vivos rojos.
Petty comenzó su carrera deportiva en 1958 a los 21 años de edad. En 1959 fue Novato del Año de la serie. Su primera victoria la obtuvo en Southern States Fairgrounds en 1960. Su segundo título en 1967 lo consiguió con un récord de 27 victorias en 48 disputadas, diez de ellas consecutivas. Ese año fue la única vez que logró ganar las 500 Millas Sureñas de Darlington. En 1975 logró el mismo récord pero de la era moderna, con 13 triunfos en 30 carreras. La última temporada de Petty en la categoría fue en 1992, la cual disputó por completo. Además, disputó la International Race of Champions desde su temporada inaugural 1974 hasta 1978, y luego 1989; fue quinto en 1978 y sexto en 1977.
En uno de los múltiples choques a los que Petty sobrevivió, en las Rebel 400 de 1970 en Darlington, golpeó múltiples veces su cabeza contra el suelo. Eso motivó la instalación de redes en los huecos de las ventanillas laterales, desarrolladas por el propio Petty.

## Fuera de las pistas
Fuera de las pistas, Petty fue candidato a Secretario del Estado de Carolina del Norte por el Partido Republicano en 1996, cargo que no obtuvo. Apareció en las películas Cannonball 3 y Swing Vote actuando de sí mismo y conduciendo su automóvil azul número 43. En la película Cars, puso su voz para el personaje El Rey, que es un Plymouth Superbird 1970 azul como el que usó en la NASCAR ese año.

## Filmografía
| Año  | Película | Rol                           | Notas        |
| ---- | -------- | ----------------------------- | ------------ |
| 2006 | Cars     | Strip Weathers alias "El Rey" | Actor de voz |
| 2017 | Cars 3   | Strip Weathers alias "El Rey" | Actor de voz |